# Miss Goiás
Miss Goiás (ou Miss Universo Goiás) é um concurso de beleza feminino de nível estadual realizado anualmente no Estado de Goiás. O certame visa eleger a melhor candidata goiana em busca do título de Miss Brasil, válido para a disputa de Miss Universo. O território nunca conquistou a coroa máxima da beleza da mulher brasileira, entretanto chegou próximo do êxito em três ocasiões, com Suzane Andrade (1979), Amélia Carneiro (1987) e Lara Brito (2003). O evento é comandado desde 2024 pelo empresário Périclis Nunes.

## Vencedoras
Legenda
- Tornou-se Miss Brasil
- Terminou entre as finalistas
- Terminou entre as semifinalistas

| Ano  | Participação                                            | Ref.                                                    | Candidata                                               | Representação                                           | Colocação                                               | Prêmios                                                 |
| ---- | ------------------------------------------------------- | ------------------------------------------------------- | ------------------------------------------------------- | ------------------------------------------------------- | ------------------------------------------------------- | ------------------------------------------------------- |
| 2026 | 70                                                      | [ 1 ]                                                   | Diovana Borges Camargo                                  | Uruaçu                                                  | TBD                                                     |                                                         |
| 2025 | 69                                                      | [ 2 ]                                                   | Thaynara Fernandes Silva                                | Goiânia                                                 |                                                         |                                                         |
| 2024 | 68                                                      | [ 3 ]                                                   | Lara dos Santos Borges                                  | Corumbaíba                                              | Top 13                                                  |                                                         |
| 2023 | 67                                                      | [ 4 ]                                                   | Renata Guerra Otoni de Abreu                            | Alto Paraíso de Goiás                                   | Top 07                                                  |                                                         |
| 2022 | 66                                                      | [ 5 ]                                                   | Camilla Mariana Gomide Reis                             | Anápolis                                                |                                                         |                                                         |
| 2021 | 65                                                      | [ 6 ]                                                   | Elisandra Cristina Nunes Sucupira                       | Caldas Novas                                            |                                                         |                                                         |
| 2020 | A Miss Brasil foi indicada, portanto não houve disputa. | A Miss Brasil foi indicada, portanto não houve disputa. | A Miss Brasil foi indicada, portanto não houve disputa. | A Miss Brasil foi indicada, portanto não houve disputa. | A Miss Brasil foi indicada, portanto não houve disputa. | A Miss Brasil foi indicada, portanto não houve disputa. |
| 2019 | 64                                                      | [ 7 ]                                                   | Isadora Dantas                                          | Aparecida de Goiânia                                    |                                                         |                                                         |
| 2018 | 63                                                      | [ 8 ]                                                   | Giovanna Veríssimo                                      | Goiânia                                                 | Top 10                                                  | Miss Be Emotion                                         |
| 2017 | 62                                                      | [ 9 ]                                                   | Jeovanca Nascimento                                     | Pirenópolis                                             | Top 16                                                  |                                                         |
| 2016 | 61                                                      | [ 10 ]                                                  | Mônica Priscila França                                  | Anápolis                                                | Top 10                                                  |                                                         |
| 2015 | 60                                                      | [ 11 ]                                                  | Thaynara Fernandes                                      | Anápolis                                                | Top 10                                                  |                                                         |
| 2014 | 59                                                      | [ 12 ]                                                  | Beatrice Fontoura                                       | Goiânia                                                 | Top 05                                                  |                                                         |
| 2013 | 58                                                      | [ 13 ]                                                  | Sileimã Alves Pinheiro                                  | Aruanã                                                  |                                                         | Melhor Traje Típico                                     |
| 2012 | 57                                                      | [ 14 ]                                                  | Hérika Noleto Piscinini                                 | Porangatu                                               |                                                         |                                                         |
| 2011 | 56                                                      | [ 15 ]                                                  | Wiviany Ferreira de Oliveira                            | Goianira                                                |                                                         |                                                         |
| 2010 | 55                                                      | [ 16 ]                                                  | Dieniffer Ferreira da Costa                             | Pirenópolis                                             |                                                         |                                                         |
| 2009 | 54                                                      | [ 17 ]                                                  | Anielly Campos Barros                                   | Rio Verde                                               | Top 15                                                  |                                                         |
| 2008 | 53                                                      | [ 18 ]                                                  | Cynthia Cordeiro e Souza                                | Goiânia                                                 | 3ª Colocada                                             |                                                         |
| 2007 | 52                                                      | [ 19 ]                                                  | Liandra Andrade Schmidt                                 | Rio Verde                                               | Top 15                                                  |                                                         |
| 2006 | 51                                                      | [ 20 ]                                                  | Sileimã Alves Pinheiro                                  | Goiânia                                                 |                                                         |                                                         |
| 2005 | 50                                                      | [ 21 ]                                                  | Nevilla Veloso Palmieri                                 | Trindade                                                |                                                         |                                                         |
| 2004 | 49                                                      | [ 22 ]                                                  | Jane de Sousa Borges                                    | Goiânia                                                 |                                                         |                                                         |
| 2003 | 48                                                      | [ 23 ]                                                  | Lara Andressa de Brito                                  | Goiânia                                                 | 2ª Colocada                                             |                                                         |
| 2002 | 47                                                      |                                                         | Luana de Oliveira Chaves                                |                                                         | Top 10                                                  |                                                         |
| 2001 | 46                                                      |                                                         | Michelly Prado Borges                                   | Aparecida de Goiânia                                    | Top 10                                                  | Miss Fotogenia                                          |
| 2000 | 45                                                      |                                                         | Jelly Silva da Silveira                                 | Anápolis                                                | Top 11                                                  |                                                         |
| 1999 | 44                                                      |                                                         | Thays Bitencourt                                        |                                                         |                                                         | Miss Simpatia                                           |
| 1998 | 43                                                      |                                                         | Ana Paula Bongers                                       |                                                         | Top 12                                                  |                                                         |
| 1997 | 42                                                      |                                                         | Fernanda Roriz Goulart                                  |                                                         |                                                         |                                                         |
| 1996 | 41                                                      |                                                         | Karolina de Souza                                       |                                                         |                                                         |                                                         |
| 1995 | 40                                                      |                                                         | Karina Paula Marin                                      |                                                         | Top 10                                                  | Miss Elegância                                          |
| 1994 | 39                                                      |                                                         | Camila Lordello de Melo                                 | Ipameri                                                 |                                                         |                                                         |
| 1993 | A Miss Brasil foi indicada, portanto não houve disputa. | A Miss Brasil foi indicada, portanto não houve disputa. | A Miss Brasil foi indicada, portanto não houve disputa. | A Miss Brasil foi indicada, portanto não houve disputa. | A Miss Brasil foi indicada, portanto não houve disputa. | A Miss Brasil foi indicada, portanto não houve disputa. |
| 1992 | 38                                                      |                                                         | Giovanka Silveira Barros                                | Goianésia                                               |                                                         |                                                         |
| 1991 | 37                                                      |                                                         | Heliene Barsanulfo Borba                                | Goiânia                                                 |                                                         |                                                         |
| 1990 | Não houve disputa nacional de Miss Brasil em 1990.      | Não houve disputa nacional de Miss Brasil em 1990.      | Não houve disputa nacional de Miss Brasil em 1990.      | Não houve disputa nacional de Miss Brasil em 1990.      | Não houve disputa nacional de Miss Brasil em 1990.      | Não houve disputa nacional de Miss Brasil em 1990.      |
| 1989 | 36                                                      |                                                         | Sylvia Beatriz Pires Deja                               |                                                         | 4ª Colocada                                             |                                                         |
| 1988 | 35                                                      |                                                         | Cristiane Corrales Ferreira                             |                                                         | Top 12                                                  |                                                         |
| 1987 | 34                                                      |                                                         | Ana Amélia Carneiro                                     |                                                         | 2ª Colocada                                             |                                                         |
| 1986 | 33                                                      |                                                         | Sálua Cheik                                             | Acreúna                                                 |                                                         |                                                         |
| 1985 | 32                                                      |                                                         | Sivone Ramos Soares                                     | Rio Verde                                               |                                                         | Miss Sorriso                                            |
| 1984 | 31                                                      |                                                         | Márcia do Socorro Simões                                |                                                         |                                                         |                                                         |
| 1983 | 30                                                      | [ 24 ]                                                  | Jacqueline Marie Campos                                 | Goiânia                                                 | Top 12                                                  |                                                         |
| 1982 | 29                                                      | [ 25 ]                                                  | Marlene Curado Carvalho                                 | Jóquei Clube de Goiás                                   | Top 12                                                  |                                                         |
| 1981 | 28                                                      | [ 26 ]                                                  | Cristiane Lisita Passos                                 | Country Clube de Caldas Novas                           | Top 12                                                  |                                                         |
| 1980 | 27                                                      | [ 27 ]                                                  | Zélia Gonçalves Ribeiro                                 |                                                         | Top 10                                                  |                                                         |
| 1979 | 26                                                      |                                                         | Suzane Ferreira de Andrade                              |                                                         | 2ª Colocada                                             |                                                         |
| 1978 | 25                                                      | [ 28 ]                                                  | Melissandra Silésia Volpon                              | Goianésia                                               | Top 10                                                  |                                                         |
| 1977 | 24                                                      | [ 29 ]                                                  | Selva Rios Campêllo                                     | Goiânia                                                 | 4ª Colocada                                             |                                                         |
| 1976 | 23                                                      |                                                         | Dilma Rodrigues Ribeiro                                 |                                                         |                                                         |                                                         |
| 1975 | 22                                                      |                                                         | Maria de Fátima Borges                                  |                                                         | Top 08                                                  |                                                         |
| 1974 | 21                                                      | [ 30 ]                                                  | Rosa Pereira de Lima                                    | Universidade Federal de Goiás                           | Top 08                                                  |                                                         |
| 1973 | 20                                                      | [ 31 ]                                                  | Sandra Barros de Paiva                                  | Goiânia                                                 |                                                         |                                                         |
| 1972 | 19                                                      | [ 32 ]                                                  | Maria Tereza de Azevedo                                 | Goiânia                                                 |                                                         |                                                         |
| 1971 | 18                                                      | [ 33 ]                                                  | Marlene de Oliveira Prates                              | Anápolis                                                | 4ª Colocada                                             |                                                         |
| 1970 | 17                                                      | [ 34 ]                                                  | Nara Rúbia Vieira Monteiro                              | Goiânia                                                 | 3ª Colocada                                             |                                                         |
| 1969 | 16                                                      | [ 35 ]                                                  | Elza Maria de Souza                                     | Itumbiara                                               |                                                         |                                                         |
| 1968 | 15                                                      | [ 36 ]                                                  | Maria Ada da Cunha                                      | Goiânia                                                 |                                                         | Miss Simpatia                                           |
| 1967 | 14                                                      | [ 37 ]                                                  | Mary Pinto Borba                                        | Goiânia                                                 |                                                         |                                                         |
| 1966 | 13                                                      | [ 38 ]                                                  | Niolina Martins Pachêco                                 | Goiânia                                                 |                                                         |                                                         |
| 1965 | 12                                                      | [ 39 ]                                                  | Maria Aparecida Silva                                   | Goiânia                                                 |                                                         |                                                         |
| 1964 | 11                                                      | [ 40 ]                                                  | Eny Camilo Machado                                      | Hidrolândia                                             |                                                         |                                                         |
| 1963 | 10                                                      | [ 41 ]                                                  | Solange Brockes Tayer                                   | Pirenópolis                                             |                                                         |                                                         |
| 1962 | 9                                                       | [ 42 ]                                                  | Dilma Dias Duarte                                       | Piracanjuba                                             |                                                         |                                                         |
| 1961 | 8                                                       | [ 43 ]                                                  | Mires Cruz de Abreu                                     | Clube dos Universitários de Goiânia                     |                                                         |                                                         |
| 1960 | 7                                                       | [ 44 ]                                                  | Iara Aparecida Moreira                                  | Clube dos Universitários de Goiânia                     |                                                         |                                                         |
| 1959 | 6                                                       | [ 45 ]                                                  | Norma Freire de Carvalho                                | Anápolis                                                |                                                         |                                                         |
| 1958 | 5                                                       | [ 46 ]                                                  | Magda Renate Pfrimer                                    | Anápolis                                                |                                                         |                                                         |
| 1957 | 4                                                       | [ 47 ]                                                  | Martha Leão Pinkowska                                   | Rio Verde                                               |                                                         |                                                         |
| 1956 | 3                                                       | [ 48 ]                                                  | Maria Cristina Otaviano                                 | Anápolis                                                |                                                         |                                                         |
| 1955 | 2                                                       | [ 49 ]                                                  | Adelly Vieira da Silva                                  | Anápolis                                                |                                                         |                                                         |
| 1954 | 1                                                       | [ 50 ]                                                  | Dorama Cury Nasser                                      | Pires do Rio                                            |                                                         |                                                         |

## Edições
| - Miss Goiás 2007 - Miss Goiás 2010 - Miss Goiás 2013 - Miss Goiás 2014 - Miss Goiás 2015 | - Miss Goiás 2016 - Miss Goiás 2017 - Miss Goiás 2018 - Miss Goiás 2019 - Miss Goiás 2020 |  |  |  |